# بابی مالون
بابی مالون (انگلیسی: Bobby Mallon؛ ‏ ۷ آوریل ۱۹۱۹ – ۱۰ سپتامبر ۲۰۰۸) بازیگر اهل ایالات متحده آمریکا و یکی از اعضای گروه دارودسته ما بود و در ۱۳ فیلم آنها بازی کرد.
از فیلم‌هایی که وی در آن‌ها نقش داشته‌است، می‌توان به سگم را دوست دارم اشاره نمود.